# Maďarsko na Letních olympijských hrách 1972
Maďarsko na Letních olympijských hrách v roce 1972 v německém Mnichově reprezentovala výprava 232 sportovců (187 mužů a 45 žen) ve 20 sportech.

## Medailisté
| Medaile | Jméno | Sport                | Soutěž                           |
| ------- | --- | -------------------- | -------------------------------- |
| Zlato   | András Balczó | Moderní pětiboj      | Muži jednotlivci                 |
| Zlato   | György Gedó | Box                  | Muži váha lehká muší do 49 kg    |
| Zlato   | Csaba Fenyvesi | Šerm                 | Muži kord jednotlivci            |
| Zlato   | Sándor Erdős Csaba Fenyvesi Győző Kulcsár István Osztrics Pál Schmitt | Šerm                 | Družstvo mužů kord               |
| Zlato   | Imre Földi | Vzpírání             | Muži bantamová váha do 56 kg     |
| Zlato   | Csaba Hegedűs | Zápas                | muži, řecko-římský do 82 kg      |
| Stříbro | András Balczó Zsigmond Villányi Pál Bakó | Moderní pětiboj      | Družstvo mužů                    |
| Stříbro | László Orbán | Box                  | Muži lehká váha do 60 kg         |
| Stříbro | János Kajdi | Box                  | Muži váha lehká střední do 67 kg |
| Stříbro | József Deme János Rátkai | Kanoistika           | Muži K2 1000 m                   |
| Stříbro | Tamás Wichmann | Kanoistika           | Muži C1 1000 m                   |
| Stříbro | Jenő Kamuti | Šerm                 | Muži fleret jednotlivci          |
| Stříbro | Péter Marót | Šerm                 | Muži šavle jednotlivci           |
| Stříbro | Ildikó Bóbisová | Šerm                 | Ženy fleret jednotlivci          |
| Stříbro | Ildikó Bóbisová Ildikó Rónay Ildikó Schwarczenbergerová Mária Szolnoki Ildikó Ságiová-Rejtőová | Šerm                 | Družstvo žen fleret              |
| Stříbro | Andrea Gyarmati | Plavání              | Ženy 100 m znak                  |
| Stříbro | Lajos Szűcs | Vzpírání             | Muži muší váha do 52 kg          |
| Stříbro | István Géczi Péter Vépi Miklós Páncsics Péter Juhász Lajos Szűcs Mihály Kozma Antal Dunai Lajos Kű Béla Várady Ede Dunai László Bálint Lajos Kocsis Kálmán Tóth László Branikovics József Kovács Csaba Vidács Ádám Rothermel | Fotbal               | Turnaj mužů                      |
| Stříbro | András Bodnár Tibor Cservenyák István Görgényi Tamás Faragó Zoltán Kásás Ferenc Konrád István Magas Dénes Pócsik László Sárosi Endre Molnár István Szívós, Jr.                                                               | Vodní pólo           | Turnaj mužů                      |
| Bronz   | András Botos | Box                  | Muži pérová váha do 57 kg        |
| Bronz   | Géza Csapó | Kanoistika           | Muži K1 1000 m                   |
| Bronz   | Anna Pfeffer | Kanoistika           | Ženy K1 500 m                    |
| Bronz   | Győző Kulcsár | Šerm                 | Muži kord jednotlivci            |
| Bronz   | Péter Marót Péter Bakonyi Pál Gerevich Tamás Kovács Tibor Pézsa | Šerm                 | Družstvo mužů šavle              |
| Bronz   | Ilona Békési Mónika Császár Márta Kelemen Anikó Kéry Krisztina Medveczky Zsuzsa Nagyová | Sportovní gymnastika | Družstvo žen                     |
| Bronz   | Lajos Papp | Sportovní střelba    | Muži 300 m puška tři pozice      |
| Bronz   | András Hargitay | Plavání              | Muži 400 m polohový závod        |
| Bronz   | Andrea Gyarmati | Plavání              | Ženy 100 m motýlek               |
| Bronz   | Sándor Holczreiter | Vzpírání             | Muži muší váha do 52 kg          |
| Bronz   | János Benedek | Vzpírání             | Muži pérová váha do 60 kg        |
| Bronz   | György Horváth | Vzpírání             | Muži lehkotěžká váha do 82,5 kg  |
| Bronz   | Ferenc Kiss | Zápas                | muži, řecko-římský do 100 kg     |
| Bronz   | László Klinga | Zápas                | muži, volný styl do 57 kg        |
| Bronz   | Károly Bajkó | Zápas                | muži, volný styl do 90 kg        |
| Bronz   | József Csatári | Zápas                | muži, volný styl do 100 kg       |